# Cantone di La Grand-Combe
Il Cantone di La Grand-Combe è una divisione amministrativa dell'arrondissement di Alès.
A seguito della riforma approvata con decreto del 24 febbraio 2014, che ha avuto attuazione dopo le elezioni dipartimentali del 2015, è passato da 6 a 28 comuni.

## Composizione
I 6 comuni facenti parte prima della riforma del 2014 erano:
- Branoux-les-Taillades
- La Grand-Combe
- Lamelouze
- Laval-Pradel
- Sainte-Cécile-d'Andorge
- Les Salles-du-Gardon

Dal 2015 i comuni appartenenti al cantone sono i seguenti 28:
- Aujac
- Bonnevaux
- Branoux-les-Taillades
- Cendras
- Chambon
- Chamborigaud
- Concoules
- Corbès
- Génolhac
- La Grand-Combe
- Lamelouze
- Laval-Pradel
- Malons-et-Elze
- Mialet
- Ponteils-et-Brésis
- Portes
- Saint-Bonnet-de-Salendrinque
- Saint-Jean-du-Gard
- Saint-Paul-la-Coste
- Saint-Sébastien-d'Aigrefeuille
- Sainte-Cécile-d'Andorge
- Sainte-Croix-de-Caderle
- Les Salles-du-Gardon
- Sénéchas
- Soustelle
- Thoiras
- Vabres
- La Vernarède